# 崔弘度
崔弘度（6世紀—？），一名衍，字摩诃衍，一字摩诃，博陵郡安平县（今河北省衡水市安平县）人，出自博陵崔氏的博陵第二房，北周、隋朝官员。

## 生平
崔弘度的祖父崔楷是北魏司空，父亲崔说是北周敷州刺史。崔弘度体力过人，仪表魁梧，脸庞长满胡须非常奇伟。崔弘度性格严厉残酷，虚岁十七时，为北周大冢宰宇文护引荐为亲信，很快获授任都督，屡次升任大都督。当时宇文护的儿子中山公宇文训担任蒲州刺史，宇文护命令崔弘度跟随宇文训。崔弘度曾经和宇文训登楼，到达楼的上层，离地面四五丈，低头看地面，宇文训说：“可怕啊。”崔弘度说：“这有什么可怕的！”崔弘度突然跳下楼，到地面时毫发无伤。宇文训认为崔弘度勇武迅捷，大为称奇。崔弘度后来以战功获授仪同，跟随周武帝宇文邕消灭北齐，进位上开府，封邺县公，获赐帛三千段，粟麦三千石，奴婢一百人，各种牲畜以千计算，很快又跟随汝南公宇文神举在范阳击败卢昌期。
周宣帝宇文赟即位后，崔弘度跟随郧国公韦孝宽进攻淮南。崔弘度与化政公宇文忻、司水贺娄子干到达肥口，南陈将军潘琛率领数千士兵来抵抗，双方隔河布阵。宇文忻派遣崔弘度告知潘琛利害，潘琛到晚上就逃跑了。北周军队进攻寿阳，降服南陈守将吴文立，崔弘度功劳最大，以前后功勋，进位上大将军，承袭了父亲崔说的爵位安平县公。到尉迟迥作乱时，崔弘度于大象二年六月甲子（580年7月7日）出任行军总管，跟随元帅韦孝宽讨伐尉迟迥。崔弘度招募长安几百勇猛雄武之人作为别动队，遭遇的敌人无不溃逃。崔弘度的妹妹原本嫁给尉迟迥儿子为妻，等到攻破邺城，尉迟迥窘迫登楼，崔弘度和贺娄子干径直跑到龙尾追赶他。尉迟迥弯弓将要射击崔弘度，崔弘度脱下头盔对尉迟迥说：“认识我吗？今天你我都是为了国事，不能顾私情。我以亲戚之情，严防乱兵，不允许侵犯侮辱。情况到了这种地步，应当早为自身考虑，你还等待什么？”尉迟迥把弓扔在地上，极力咒骂大丞相杨坚后自杀。崔弘度看着弟弟崔弘昇说：“你可以取下尉迟迥的人头。”崔弘昇就斩下尉迟迥的人头。当时行军总管照例应该封国公，崔弘度没有及时杀尉迟迥，致使尉迟迥说出恶毒的言语，因此降了一等爵位，封武乡郡公。大象二年十二月丁巳（580年12月27日），崔弘度进位上柱国。
开皇初年，突厥进犯，崔弘度出任行军总管出兵原州抵抗。突厥退兵后，崔弘度进兵驻扎灵武郡，一个多月后返回，出任华州刺史。隋文帝杨坚替儿子秦王杨俊娶崔弘度的妹妹为王妃。开皇六年春二月乙未（586年3月9日），崔弘度升任襄州总管。崔弘度一向尊贵，对待下属严厉，动辄责打，官吏百姓丧胆，听到崔弘度的声音无不颤栗。崔弘度所在之地，令行禁止，盗贼绝迹。开皇七年（587年），梁王萧琮来朝见，隋文帝以崔弘度出任江陵总管，镇守荆州。崔弘度所率军队到达鄀州，萧琮叔叔太傅安平王萧岩、弟弟荆州刺史义兴王萧瓛等人害怕崔弘度袭击后梁，聚集当地居民叛乱，向南陈投降，崔弘度追赶不及。南陈人害怕崔弘度，也不敢窥伺荆州。平定南陈的战役，崔弘度出任行军总管跟随秦王杨俊出兵出襄阳道。到南陈平定后，崔弘度获赏赐五千段帛。高智慧等人等作乱，崔弘度又出任行军总管出兵泉门道，隶属于杨素。崔弘度与杨素官品一样而年纪较大，杨素常常恭敬对待。现在隶属于杨素，崔弘度心中非常不平，杨素的话大多不听，杨素也宽容对待他。返回后，崔弘度于开皇二十年二月己巳（600年3月29日）检校原州刺史，仍兼任行军总管防备胡人，崔弘度无所俘虏而回，隋文帝非常尊敬他，又为河南王杨昭娶崔弘昇的女儿为王妃。
仁寿年间，崔弘度检校太府卿，自认为一家两位王妃，对人从不屈服，常常告诫自己的下属说：“做人应当诚实宽恕，不能欺骗。”大家都说：“是。”后来有一次吃鳖，伺候的有八九人，崔弘度一一问他们说：“鳖的味道美吗？”人们害怕，都说：“鳖的味道美。”崔弘度大骂说：“奴才怎么敢欺骗我？你们根本没吃鳖，怎么知道它的味道美？”崔弘度把伺候的人都打了八十杖。府中部下百工见到此事的，无不流汗，再不敢隐瞒。当时屈突盖担任武候骠骑，也是严厉苛刻，长安人说：“宁可喝三升醋，也不见崔弘度。宁可吃三升艾，也不见屈突盖。”然而崔弘度治家也像在官府一样，头发斑白的子侄，也经常被实行棍罚，家风严肃，被当时人称赞。不久，秦王妃因为犯罪被诛杀，河南王妃又被罢免废黜。崔弘度忧虑气愤，称病在家，各个弟弟与他分居，崔弘度更加不得志。
隋炀帝杨广即位，河南王杨昭成为太子，隋炀帝将要再度册立崔妃，派遣宫中使者去崔家宣布旨意。使者前往崔弘昇家，崔弘度不知道。使者返回，隋炀帝说：“崔弘度有什么话？”使者说：“崔弘度声称患病不能起来。”隋炀帝默然无语，册立崔妃的事情最终搁置。崔弘度忧虑气愤，不久后去世。

## 其他
崔弘度的二伯崔谦在家中很严肃，言行举止遵循礼度，崔谦的儿子崔旷和崔弘度等人都遵守崔谦的遗训。

## 家族

### 祖父母
- 崔楷，北魏司空
- 陇西李氏，北魏吏部尚书、荆凉兖并秦相雍冀定九州刺史、司空公李韶之女[30]

### 父亲
- 崔说，北周敷州刺史

### 兄弟姐妹
- 崔弘昇，隋朝上开府、涿郡太守、检校左武卫大将军、黄台县公
- 崔弘峻，隋朝银青光禄大夫、赵王府长史
- 崔弘寿，隋朝左亲卫大都督、获嘉县侯
- 崔弘正
- 崔弘舟，隋朝内府监、安平郡公
- 崔氏，嫁尉迟迥之子
- 崔妃，嫁杨俊

### 夫人
- 河南元氏，北魏任城王、吏部尚书、护军大将军、使持节、定州刺史、定州诸军事、尚书右仆射、雍州刺史、关右诸军事、尚书左仆射、尚书令、司空公、司徒公、太傅、录尚书、太师、黄越大将军、加九锡、谥文宣王元澄曾孙女，北魏东阿王、侍中、太常卿、使持节、恒州刺史、恒州诸军事、吏部尚书、尚书左右仆射、尚书令、司徒公、定州刺史、七州诸军事、太傅、谥文简公元顺孙女，北周使持节、骠骑大将军、开府仪同三司、通直散骑常侍、太常卿、使持节、都督、大行台尚书、大司徒、秋官尚书、金州总管、八州诸军事、金州刺史、济北郡开国公拓跋迪长女[31]

### 子女
- 崔奉贤，第四子，唐朝沔州刺史[31]

## 延伸阅读
[在维基数据编辑]
 《隋書·卷74》，出自魏徵《隋书》